# Shanghai Bright
Shanghai Bright (chiń. 上海光明) – męski klub piłki siatkowej z Chin. Swoją siedzibę ma w Szanghaju.

## Nazwy klubu
- 1998-2002 Shanghai Cable
- 2002-2007 Shanghai Oriental
- 2007-2008 Shanghai Oriental Dunlop
- 2008-2010 Shanghai Dunlop
- 2010-2014 Shanghai Tang Dynasty
- 2014-2020 Shanghai Golden Age
- 2020- Shanghai Bright

## Sukcesy
Mistrzostwo Chin:
- 2000, 2004, 2005, 2006, 2007, 2008, 2009, 2010, 2011, 2012, 2015, 2016, 2017, 2018, 2019, 2024[1], 2025[2]
- 2003, 2014, 2021, 2023[3]

Klubowe Mistrzostwa Azji:
- 2012
- 2001, 2005, 2011

## Obcokrajowcy w zespole
| Lata gry                      | Imię i nazwisko         | Pozycja                |
| ----------------------------- | ----------------------- | ---------------------- |
| 2025                          | Fabian Drzyzga          | rozgrywający           |
| 2024–                         | Maxwell Holt            | środkowy               |
| 2024–                         | Krisztián Pádár         | atakujący              |
| 2023–                         | Michał Kubiak           | przyjmujący            |
| 2023–2024                     | Maximiliano Cavanna     | rozgrywający           |
| 2023–2024                     | Aleksandar Atanasijević | atakujący              |
| 2022–2023                     | Bartosz Bednorz         | przyjmujący            |
| 2022–2023                     | Osmany Juantorena       | przyjmujący            |
| 2021–2022                     | Luca Vettori            | atakujący              |
| 2021–2022                     | Filippo Lanza           | przyjmujący            |
| 2020–2021                     | Matthew Anderson        | przyjmujący, atakujący |
| 2019–2020                     | Tine Urnaut             | przyjmujący            |
| 2018–2019                     | Klemen Čebulj           | przyjmujący            |
| 2018                          | Krisztián Pádár         | atakujący              |
| 2017–2018                     | Julien Lyneel           | przyjmujący            |
| 2016–2018                     | Facundo Conte           | przyjmujący            |
| 2016–2017                     | Georg Grozer            | atakujący              |
| 2022–2023 2018–2020 2015–2016 | Giulio Sabbi            | atakujący              |
| 2015–2016                     | Scott Touzinsky         | przyjmujący            |
| 2014–2015                     | Nikola Kovačević        | przyjmujący            |
| 2013–2016                     | Cristian Savani         | przyjmujący            |
| 2013–2014                     | David Lee               | środkowy               |
| 2013–2014                     | Bojan Janić             | przyjmujący            |